# Hermann Ohm
Christoph Heinrich Hermann Ohm (født 25. marts 1829 i Bad Gandersheim, Hannover, død 4. maj 1900 i Hamborg) var en tysk fotograf virksom i Danmark.
Hermann Ohm var søn af Heinrich Friedrich Wilhelm Ohm (1796-?) och Johanne Wilhelmine Christiane Ohm, født Warneke (1796-?) og havde broderen Heinrich Carl Wilhelm Ohm (6. februar 1824 i Kemnade -  17. april 1904 i Pjätteryd, Småland), som også var fotograf. I 1861 indvandrede broderen Heinrich Ohm fra Parsau til Danmark med kone og to døtre, men må allerede have opholdt sig i landet fra 1860, for deres søn Hermann Louis Johannes Otto er født i København 7. juli 1860. Heinrich Ohms rejsepas er udstedt i Helmstedt den 23. november 1861 med rejse til København. Passet dækker også hans hustru Louise (født Thon 1835 i Tyskland) samt døtrene Agnes (født 1847 i Tyskland) og Helena (født 1856 i Tyskland).
Heinrich Ohm havde atelier på Nørrebrogade 52 ca. 1862-ca. 1863. I 1861 nævnes han som fotograf i Næstved, og han kom også til Aarhus, Nykøbing Falster og Korsved. Heinrich Ohm forlod dog hurtigt Danmark igen og tog videre til Sverige, hvilket sikkert skyldes hård konkurrence. 
Antallet af fotografiske forretninger i hovedstaden kulminerede i 1865, hvor der fandtes 120 fotoatelierer. Priserne faldt til to rigsdaler for et dusin fotografier. Allerede 1867 var antallet gået ned til 85, 1870 til 68, og i 1882 var der kun 36 tilbage. Heinrich Ohm nedsatte sig i stedet i Lund. Hans datter Hermina er dog født 1864 i Danmark.
Broderen Hermann Ohm blev dog længere i Danmark og fik en solid forretning på Gothersgade 49, hvor han var aktiv ca. 1860-67. Han fotograferede medlemmer af kongehuset, mens det er usikkert, om han også blev kongelig hoffotograf. Hermann Ohm forlod også Danmark og nedsatte sig i Hamborg.
Hermann Ohm ægtede angiveligt første gang en dansk hofdame, "Christine". Anden gang ægtede han Louise Berg (født 3. november 1827 i Gentofte). 
Heinrich Ohms søn Otto (1860-1920) blev også fotograf og åbnede 1. april 1883 sin egen forretning på Rundelsgatan 20 i Malmø. Hans søn, Otto "Bebbe" Ohm (1884-1960), fortsatte forretningen til sin død.